# (515641) 2014 ML35
(515641) 2014 ML35 es un asteroide perteneciente al cinturón de asteroides, región del sistema solar que se encuentra entre las órbitas de Marte y Júpiter.
Fue descubierto el 18 de junio de 2014 por el equipo del telescopio Pan-STARRS desde el observatorio de Haleakala.

## Designación y nombre
Designado provisionalmente como 2014 ML35.

## Características orbitales
2014 ML35 está situado a una distancia media del Sol de 2,801 ua, pudiendo alejarse hasta 3,360 ua y acercarse hasta 2,242 ua. Su excentricidad es 0,200 y la inclinación orbital 9,570 grados. Emplea 1712,23 días en completar una órbita alrededor del Sol.
Los próximos acercamientos a la órbita de Júpiter ocurrirán el 19 de junio de 2073, el 20 de octubre de 2096 y el 10 de marzo de 2120.

## Características físicas
La magnitud absoluta de 2014 ML35 es 17,23. Tiene 3,510 km de diámetro y su albedo se estima en 0,047.